# Anotogaster xanthoptera
Anotogaster xanthoptera är en trollsländeart som beskrevs av Lúcia Garcez Lohmann 1993. Anotogaster xanthoptera ingår i släktet Anotogaster och familjen kungstrollsländor. Inga underarter finns listade i Catalogue of Life.